# Aleksander Sikkal
Aleksander Sikkal (* 23. September 1952 in Tallinn) ist ein ehemaliger estnischer Politiker.

## Leben
Aleksander Sikkal, Sohn eines Ökonomen, studierte Wirtschaftswissenschaften an der Technischen Universität Tallinn. Nach dem Studienabschluss 1975 arbeitete er bis 1990 als Manager und Spezialist auf dem Gebiet der Mechanisierung und materialtechnischen Versorgung der estnischen Landwirtschaft. Er war von 1980 bis 1990 Mitglied der KPdSU.
Mit der Auflösung der Sowjetunion und der Wiedererlangung der estnischen Unabhängigkeit gehörte Sikkal 1991 der Gründungsgruppe der liberalen Estnischen Koalitionspartei (Eesti Koonderakond) an.
Sikkal war vom 17. April 1990 bis zum 31. Dezember 1991 Minister für (materielle) Ressourcen in der Regierung von Ministerpräsident Edgar Savisaar. Als das Ministerportfolio abgeschafft wurde, war Sikkal vom 1. bis zum 29. Januar 1992 in derselben Regierung Handelsminister.
In der Nachfolgeregierung unter Ministerpräsident Tiit Vähi war Sikkal vom 30. Januar bis zu seinem Rücktritt am 22. April 1992 erneut Handelsminister der Republik Estland.
Nach seinem Ausscheiden aus dem Kabinett war Sikkal in der Privatwirtschaft tätig.